# 威諾納 (密蘇里州)
威諾納（英語：Winona）是位於美國密蘇里州香農縣的城市。

## 人口
根據2020年美國人口普查的數據，威諾納的面積為9.86平方千米，皆為陸地。當地共有人口950人，而人口密度為每平方千米96人。